# Diocesi di Kongolo
La diocesi di Kongolo (in latino Dioecesis Kongoloënsis) è una sede della Chiesa cattolica nella Repubblica Democratica del Congo suffraganea dell'arcidiocesi di Lubumbashi. Nel 2023 contava 301.000 battezzati su 1.666.000 abitanti. È retta dal vescovo Oscar Ngoy wa Mpanga, C.S.Sp.

## Territorio
La diocesi si trova nella parte meridionale della Repubblica Democratica del Congo. Comprende i territori di Kabalo e Kongolo nella provincia di Tanganyika, e una parte del territorio di Kabongo nella provincia dell'Alto Lomami.
Sede vescovile è la città di Kongolo, dove sorge la cattedrale del Sacro Cuore di Maria.
Il territorio si estende su 44.200 km² ed è suddiviso in 18 parrocchie, raggruppate in 4 decanati: Centro, Nord, Est (Kabalo) e Sud (Kabongo).

## Storia
La prefettura apostolica del Katanga settentrionale fu eretta il 30 giugno 1911 con il decreto Ut in amplissimo della Congregazione di Propaganda Fide, ricavandone il territorio dal prefettura apostolica del Kasai superiore (oggi arcidiocesi di Kananga).
Il 7 aprile 1927 papa Pio XI con il breve Quae in exploratam ridefinì i confini con la prefettura apostolica di Lulua e Katanga centrale (oggi diocesi di Kamina).
Il 18 giugno 1935 la prefettura apostolica fu elevata a vicariato apostolico con la bolla Digna sane di papa Pio XI.
L'8 marzo 1951 assunse il nome di vicariato apostolico di Kongolo in forza del decreto Cum in Congi della Congregazione di Propaganda Fide.
Il 23 aprile 1956 cedette una porzione del suo territorio a vantaggio dell'erezione del vicariato apostolico di Kindu (oggi diocesi).
Il 10 novembre 1959 il vicariato apostolico è stato elevato a diocesi con la bolla Cum parvulum di papa Giovanni XXIII.
Il 24 aprile 1971 ha ceduto un'altra porzione del suo territorio a vantaggio dell'erezione della diocesi di Manono.

## Cronotassi dei vescovi
Si omettono i periodi di sede vacante non superiori ai 2 anni o non storicamente accertati.
- Émile Callewaert, C.S.Sp. † (25 luglio 1911 - 1922 dimesso)[1]
- Louis Lempereur, C.S.Sp. † (22 dicembre 1922 - 1930 dimesso)[2]
- Georges Joseph Haezaert, C.S.Sp. † (19 febbraio 1931[3] - 20 luglio 1949 dimesso)
- Gustave Joseph Bouve, C.S.Sp. † (31 maggio 1950 - 1º settembre 1970 dimesso[4])
- Jérôme Nday Kanyangu Lukundwe † (16 gennaio 1971 - 31 marzo 2007 ritirato)
- Oscar Ngoy wa Mpanga, C.S.Sp., dal 31 marzo 2007

## Statistiche
La diocesi nel 2023 su una popolazione di 1.666.000 persone contava 301.000 battezzati, corrispondenti al 18,1% del totale.
| anno | popolazione | popolazione | popolazione | presbiteri | presbiteri | presbiteri | presbiteri                | diaconi | religiosi | religiosi | parrocchie |
| anno | battezzati  | totale      | %           | numero     | secolari   | regolari   | battezzati per presbitero | diaconi | uomini    | donne     | parrocchie |
| ---- | ----------- | ----------- | ----------- | ---------- | ---------- | ---------- | ------------------------- | ------- | --------- | --------- | ---------- |
| 1950 | 44.058      | 254.000     | 17,3        | 47         | 2          | 45         | 937                       |         | 57        | 33        | 11         |
| 1970 | 79.790      | 395.000     | 20,2        | 32         |            | 32         | 2.493                     |         | 37        | 40        | 15         |
| 1980 | 79.280      | 340.000     | 23,3        | 39         | 23         | 16         | 2.032                     |         | 18        | 51        | 12         |
| 1990 | 107.689     | 444.000     | 24,3        | 30         | 15         | 15         | 3.589                     |         | 16        | 105       | 15         |
| 1997 | 133.838     | 564.000     | 23,7        | 41         | 37         | 4          | 3.264                     |         | 7         | 115       | 14         |
| 2003 | 148.033     | 603.030     | 24,5        | 35         | 33         | 2          | 4.229                     |         | 3         | 81        | 14         |
| 2004 | 135.350     | 700.000     | 19,3        | 38         | 35         | 3          | 3.561                     |         | 5         | 73        | 14         |
| 2006 | 253.000     | 750.000     | 33,7        | 41         | 37         | 4          | 6.170                     |         | 5         | 74        | 14         |
| 2013 | 304.000     | 902.000     | 33,7        | 48         | 46         | 2          | 6.333                     |         | 4         | 52        | 17         |
| 2016 | 287.588     | 975.572     | 29,5        | 59         | 57         | 2          | 4.874                     |         | 4         | 50        | 17         |
| 2019 | 301.950     | 1.307.700   | 23,1        | 74         | 71         | 3          | 4.080                     |         | 4         | 48        | 18         |
| 2021 | 298.247     | 1.392.735   | 21,4        | 83         | 81         | 2          | 3.593                     |         | 4         | 49        | 18         |
| 2023 | 301.000     | 1.666.000   | 18,1        | 81         | 78         | 3          | 3.716                     |         | 5         | 57        | 18         |